# The Steel Trap
The Steel Trap is een film noir uit 1952 onder regie van Andrew L. Stone, die ook het scenario schreef. De hoofdrollen worden vertolkt door Joseph Cotten, Teresa Wright en Jonathan Hale.

## Verhaal
Jim Osborne (Joseph Cotten) werkt al lange tijd voor een bank in Los Angeles en is inmiddels assistent-bankdirecteur. Wanneer hij ontdekt dat er een miljoen dollar in de kluis ligt, wordt hij verleid om het geld te stelen en naar Brazilië te vluchten, een land zonder uitleveringsverdrag met de Verenigde Staten. Hij overtuigt zijn vrouw Laurie (Teresa Wright) om samen met hem en hun dochter zogenaamd voor zaken naar Rio de Janeiro te reizen.
Hoewel de diefstal van het geld vlot verloopt, zorgen de reislogistiek en de benodigde documenten voor veel problemen. Jim en Laurie worden geconfronteerd met vertragingen en verdenkingen van de douane. Wanneer Laurie uiteindelijk ontdekt wat Jim heeft gedaan, verlaat ze hem en keert terug naar huis. Jim beseft dat zijn gezin belangrijker is dan het geld. Hij slaagt erin het gestolen bedrag terug te brengen naar de bank net voordat deze op maandagochtend opent. Laurie vergeeft hem, en het stel herenigt zich.

## Rolverdeling
- Joseph Cotten als Jim Osborne
- Teresa Wright als Laurie Osborne
- Jonathan Hale als Tom Bowers
- Walter Sande als douane-inspecteur
- Eddie Marr als Ken Woodley
- Carleton Young als Briggs, luchtvaartmedewerker
- Katherine Warren als mevrouw Kellogg
- Tom Powers als Valcourt, reisagent
- Stephanie King als Susan Osborne
- Aline Towne als Gail Woodley
- Hugh Sanders als Greer, paspoortklerk
- Marjorie Stapp als reisagent
- William Hudson als Raglin, bankmedewerker

## Achtergrond
The Steel Trap markeert de tweede samenwerking tussen Joseph Cotten en Teresa Wright na Alfred Hitchcocks Shadow of a Doubt (1943). De film, ook bekend onder de titel Panic Stricken, werd in april 1952 in slechts twee weken opgenomen, deels in New Orleans.
Bij de release prees The New York Times de opbouw van spanning, hoewel de geloofwaardigheid werd betwijfeld: “Als puur opgezette generatie van koude, ondraaglijke spanning is deze kleine melodrama een vakkundig en doelgericht werk.” Variety noemde de film “onwaarschijnlijk, maar vermakelijk”.